# Galbsjtadt
Galbsjtadt (Russisch: Гальбштадт; Duits: Halbstadt) is een plaats (selo) in de Russische kraj Altaj en vormt het bestuurlijk centrum van het Duits nationaal district. De plaats ligt op 430 kilometer ten westen van Barnaoel en 35 kilometer van Slavgorod en telt ongeveer 2000 inwoners.
De plaats is verbonden met de grote steden van de kraj door de autoweg van Slavgorod naar Kamen aan de Ob.

## Geschiedenis
De plaats werd in 1908 gesticht door Duitse migranten uit het zuiden van het Russische Rijk. In 1927 werd Galbsjtadt het bestuurlijk centrum van het net opgerichte Duits nationaal district. Nadat dit district werd opgeheven in 1937 kreeg de plaats de Russische naam Nekrasovo. Toen de Duitse regering vlak voor de val van de Sovjet-Unie in 1989 een programma om het district opnieuw te formeren voor de Duitsers in de regio financieel ondersteunde, kreeg de plaats twee jaar later ook haar oude naam terug, al noemen veel inwoners de plaats nog steeds Nekrasovo. Aan de ingang van de plaats staat de naam zowel in Latijns als cyrillisch schrift op een bord vermeld.
In de plaats bevinden zich een aantal reparatiediensten en overheidsdiensten, een vleesverwerkend bedrijf, een bierbrouwer (met biercafé), kruidenier, café, een school en een muziekschool, medische instellingen, bibliotheken, een stadion en een centrum voor Duitse cultuur. De plaats heeft het voorkomen van een Duits plattelandsdorp met brede geasfalteerde wegen met stoepen aan weerszijden, grote massieve stenen huizen van drie verdiepingen met vaak ornamenten aan de voorzijde. Voor een nieuw dorpsdeel verleende de Duitse overheid gunstige kredieten.
De Duitstalige bevolking maakte echter gebruik van de openstelling van Rusland na het uiteenvallen van de Sovjet-Unie en trok massaal naar Duitsland. Hun plaatsen werden veelal opgevuld door etnische Duitsers uit de Centraal-Aziatische republieken, die echter niet of nauwelijks nog het Duits als moedertaal hebben.